# Eastern Townships Bank

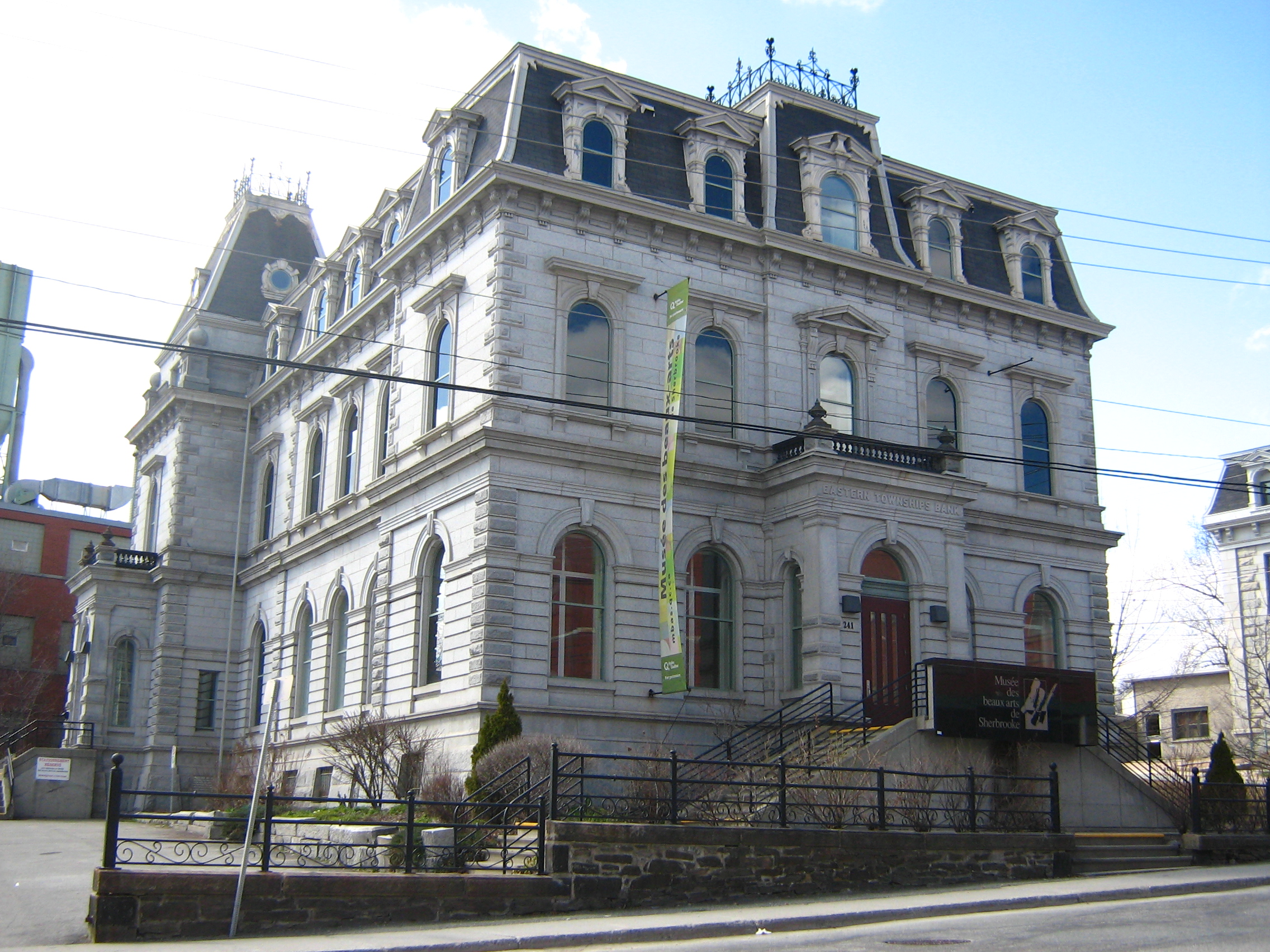
Le 241 Dufferin était à l'origine le siège social de l'Eastern Townships Bank. L'immeuble abrite aujourd'hui le Musée des beaux-arts de Sherbrooke.

La Eastern Townships Bank, créée en 1859 sous la direction du colonel Benjamin Pomroy, fut la première institution financière à être mise sur pied dans le sud-est du Québec. 
Au bout d'une année, elle comptait déjà trois succursales dans les Cantons de l'Est. Après avoir consolidé sa présence dans les Cantons de l'Est, elle prit de l'expansion dans d'autres régions du Québec et dans l'Ouest canadien. En 1911, son réseau comptait plus d'une centaine de succursales à travers le pays. Afin de renforcer sa présence sur la scène nationale, ses administrateurs acceptèrent de fusionner avec la Banque canadienne de commerce (en) le 1er mars 1912 qui par la suite est devenue la Canadian Imperial Bank of Commerce (Banque Canadienne Impériale de Commerce).
L'ancien siège social de la Eastern Townships Bank à Sherbrooke est maintenant le Musée des beaux-arts de Sherbrooke.
L'ancienne succursale de la Eastern Townships Bank au coin de la rue Sainte-Catherine Ouest et de la rue Crescent à Montréal était le magasin de vêtements de denim Parasuco mais est maintenant vide.